# Sergio Cabrera
Sergio Cabrera (ur. 20 kwietnia 1950 w Medellín) – kolumbijski reżyser, scenarzysta, operator i producent filmowy i telewizyjny. Laureat licznych międzynarodowych nagród festiwalowych. 
Debiutował w pełnym metrażu filmem Pojedynek (1988). Jego druga fabuła, Strategia ślimaka (1993), zdobyła główną nagrodę Złotego Kłosu na MFF w Valladolid oraz Nagrodę Jury Ekumenicznego w sekcji "Forum" na 44. MFF w Berlinie. Kolejny obraz Cabrery, komedia Orły nie polują na muchy (1994), przyniósł mu Wyróżnienie Specjalne na Sundance Film Festival. Ilona przybywa z deszczem (1996) startowała w konkursie głównym na 53. MFF w Wenecji.